# 左武堂
左武堂（1910年6月3日—1934年2月28日），山东莱阳县人。中国共产党在胶东地区的早期领导人之一。

## 生平
幼年学习优秀，在其师李炳岩的支持资助下，考入莱阳县立中学。1928年，左武堂中学毕业，考入山东省财政厅讲习所。1930年冬，又经人介绍到军阀刘珍年部三旅九团当书记官。1932年，在莱阳五区当助理员，与共产党员孙世平、宋竹庭等人接触。同年八月，参加由中共莱阳县委书记张静源领临时组织的一支武装小分队去偷袭海阳县保安大队。1932年10月，经孙世平介绍加入中国共产党，之后负责侦察敌情，部署任务，工作热情十分高涨。并先后介绍左友文、张治民等入党。1933年，出任莱阳鲍村乡农学校教官。同年七月，在中共莱阳中心县委的领导下，成立了宫兼三和左武堂为首的武装游击队。1933年11月，山东省政府主席韩复榘把梁秉锟从滨县派到莱阳当县长。
1933年，中共青岛省工委交通员徐元沛变节，将莱阳县的共产党员名单交给了梁秉锟。同年2月，梁秉锟派兵包围中共莱阳县委，左武堂和左友文成功撤退。1934年2月17日，中共莱阳县委军事委员贾丕钦被捕变节，同年2月19日再次被围困。1934年2月21日，被国军再次围困在莱阳县被捕。2月28日被杀害。